# 오세아니아 야구 선수권 대회
오세아니아 야구 선수권 대회는 이전 오세아니아 야구 연맹(Baseball Confederation of Oceania, BCO)이 주관했던 오세아니아 지역 소속 국가 간의 야구 대회이다. 주로 올림픽 야구가 정식 종목일 때 오세아니아 지역 예선을 겸해 산발적으로 개최되었다. WBSC 오세아니아로 바뀐 현재는 아직 대회가 열리지 않고 있다.

## 대회 결과
| 연도 | 결승전 개최국  | 우승           | 경기결과 | 승패표 | 준우승         |
| ---- | -------------- | -------------- | -------- | ------ | -------------- |
| 1995 | 오스트레일리아 | 오스트레일리아 | 3-0      | ○○○    | 괌             |
| 1999 | 괌             | 괌             | 3-2      | ●●○○○  | 아메리칸사모아 |
| 2003 | 괌             | 오스트레일리아 | 3-1      | ○○●○   | 괌             |
| 2004 | 오스트레일리아 | 오스트레일리아 | 기권     | 기권   | 없음           |
| 2007 | 오스트레일리아 | 오스트레일리아 | 기권     | 기권   | 없음           |

## 같이 보기
- 퍼시픽 게임 야구